# OSCAR 7
OSCAR 7 (auch OSCAR B, AMSAT OSCAR B oder A-O-B) ist ein Amateurfunksatellit. Er wurde von Funkamateuren der Organisation AMSAT (Radio Amateur Satellite Corporation) gebaut.

## Mission und Aufbau

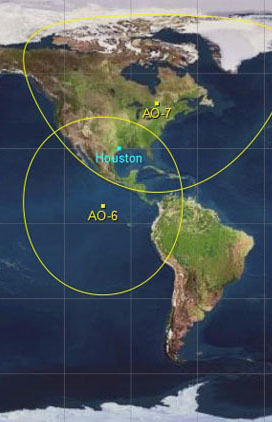
Verbindungsmöglichkeit über zwei Satelliten hintereinander

Der Satellit wurde am 15. November 1974 als Sekundärnutzlast zusammen mit dem US-amerikanischen Wettersatelliten NOAA-4 und dem ersten spanischen Satelliten Intasat mit einer Delta-Rakete auf der Vandenberg Air Force Base gestartet. Nach dem erfolgreichen Start erhielt der Satellit die OSCAR-Nummer 7 zugewiesen. Er ist mit zwei Lineartranspondern sowie einem Bulletin Board ausgerüstet, das Funkfernschreiben und Morsetelegrafie im Teilstreckenverfahren ermöglichte. Über OSCAR 7 wurden experimentell auch Elektrokardiogramm-Daten für medizinische Zwecke übertragen.
OSCAR 7 hat den Uplink im 2-Meter-Band und im 70-Zentimeter-Band und den Downlink im 10-Meter-Band und im 2-Meter-Band. Damit konnte 1975 erstmals Funkverkehr über zwei Satelliten betrieben werden (Uplink auf 70 cm zu OSCAR 7, Crosslink auf 2 m zu OSCAR 6, Downlink auf 10 m). Da umgekehrt eine Verbindung von OSCAR 6 zu OSCAR 7 nicht möglich war, mussten für Zweiwegverbindungen noch beide Satelliten im Sichtbarkeitsbereich der beiden Bodenstationen sein.
Ein Transponder wurde in Deutschland gefertigt, das Steuersystem in Australien.
Im Jahr 1981 erreichte die Batterie des Satelliten das Ende ihrer Lebensfähigkeit. Seit 2002 funktioniert der mit Solarzellen ausgerüstete Satellit wieder. Die NiCd-Batterien waren am Ende ihrer Lebenszeit nach 6,5 Jahren im Status „Closed“ und erlaubten so keine Stromversorgung der Steuer- und Kommunikationseinheiten durch die Solarzellen. Wahrscheinlich durch Strahlungseinfluss änderte sich der Status einer NiCd-Batterie zum „Open“ Status. Somit können die Solarzellen die Steuer- und Kommunikationseinheiten wieder mit Energie versorgen und der Kontakt zu OSCAR-7 wieder hergestellt werden.
Eine ausgezeichnete Beschreibung der Entwicklungsgeschichte bis zum heutigen Status von OSCAR-7 mit detaillierten technischen Details wurde 2024 von Jan King, Frank Wiesenmeyer und Scott Wiesenmeyer, Mit-Entwickler und Mit-Erbauer des Satelliten, veröffentlicht. Die Autoren argumentieren, dass OSCAR-7, der am 7. November 2024 seit 50 Jahren im Orbit kreisen wird, der älteste, noch funktionierende Satellit ist, 3 Jahre länger als Voyager 2, wenn auch mit einer „Schlafphase“ von 21 Jahren.
Seine NSSDC ID lautet 1974-089B.